# Хенсли, Шулер
Шулер Хенсли (англ. Shuler Hensley; 6 марта 1967 года, Атланта) — американский актёр и певец.

## Биография

### Ранние годы
Хенсли родился в Атланте, штат Джорджия, а вырос в городе Мариетта. Он был самым младший из троих детей. Его отец, Сэм Хенсли-младший, бывший футболист команды Технологического института Джорджии, инженер и бывший сенатор штата. Его мать, Ирис (урожденная Энтли), была балериной, а позже, художественным руководителем балетной труппы Джорджии. Хенсли рано начал свою карьеру в шоу-бизнесе, появившись в возрасте четырёх лет в роли Фрица в «Щелкунчике», который поставила его мать.
Хенсли окончил в Вестминстерскую школу в Атланте и поступил в Университет Джорджии на бейсбольную стипендию. Посетив концерт Джесси Норман и пройдя кастинг на роль судьи Терпина в студенческой постановке «Суини Тодд», он решил бросить университет после второго курса, чтобы обучаться в Манхэттенской музыкальной школе. В музыкальной школе он специализировался в оперном пении и окончил её в 1989 году. Оттуда он отправился в Кёртисовский институт музыки в Филадельфии, где получил степень магистра в 1993 году.

### Карьера
Свою карьеру Хенсли начал в начале 1990-х годов в мюзиклах On the Town, The Most Happy Fella и A Funny Thing Happened on the Way to the Forum. Он также пел в опереттах Гилберта и Салливана The Pirates of Penzance и Patience и в операх «Кармен», «Фауст», «Богема» и «Дон Жуан».
В 1996 году Хенсли отправился в Гамбург, чтобы сыграть главную роль в мюзикле «Призрак Оперы» на немецком языке.
В 1998 году он сыграл в лондонском Национальном театре роль Джада Фрая в мюзикле «Оклахома!». Постановка имела огромный успех, а Хенсли получил прекрасные личные отзывы и премию Лоуренса Оливье.
Хенсли продолжал играть роль, когда шоу перенесли в лондонский театр Вест-Энд (1999), а затем на Бродвее (2002—2003), где он получил за свою работу премию «Тони». За ту же роль он также был награждён в 2002 году премиями «Драма Деск» и Outer Critics Circle Award.
Хенсли неоднократно играл с Хью Джекманом, сначала в мюзикле «Оклахома!» в Лондоне в 1998 году, а затем в фильмах «Флирт со зверем» и «Ван Хельсинг», в последнем из которых Хенсли сыграл монстра Франкенштейна.
Хенсли принимал участие в бродвейской постановке мюзикла Мела Брукса «Молодой Франкенштейн» в роли монстра. За эту роль он был в 2008 году номинирован на премии «Драма Деск» и Outer Critics Circle Award в категории «Лучшее исполнение главной роли в мюзикле». В 2009 году он отправился на гастроли по США с мюзиклом «Молодой Франкенштейн», в котором также играли Роджер Барт и Кори Инглиш.
В 2011 году он исполнил роль Бориса Томашевского в постановке Театра идиш The Thomashefskys: Music and Memories of a Life in the Yiddish Theater.

### Личная жизнь
Хенсли женат на Пауле ДеРоса, у них двое детей.

## Фильмография
| Год       |    | Русское название                      | Оригинальное название                                                  | Роль                           |
| --------- | -- | ------------------------------------- | ---------------------------------------------------------------------- | ------------------------------ |
| 1999      | тф | Оклахома!                             | Oklahoma!                                                              | Джад                           |
| 2001      | ф  | Хлеб, дорогая                         | The Bread, My Sweet                                                    | Пино                           |
| 2001      | ф  | Флирт со зверем                       | Someone Like You...                                                    | деревенский фермер             |
| 2000—2002 | с  | Эд                                    | Ed                                                                     | Боб Арновиц                    |
| 2002      | тф |                                       | Monday Night Mayhem                                                    | Кит Джексон                    |
| 2003      | с  | Закон и порядок: Преступное намерение | Law & Order: Criminal Intent                                           | Джефф Ричтер                   |
| 2004      | ф  | Ван Хельсинг                          | Van Helsing                                                            | монстр Франкенштейна           |
| 2004      | с  | Присяжные                             | The Jury                                                               | Мэттью Бирнс                   |
| 2005      | с  | Закон и порядок: Специальный корпус   | Law & Order: Special Victims Unit                                      | мистер Доуни                   |
| 2005      | ф  | Моё большое греческое сокровище       | Opa!                                                                   | Биг Мак Макларен               |
| 2005      | ф  | Легенда Зорро                         | The Legend of Zorro                                                    | Пайк                           |
| 2009      | ф  | Жизнь за гранью                       | After.Life                                                             | Винсент Миллер                 |
| 2012      | тф |                                       | The Thomashefskys: Music and Memories of a Life in the Yiddish Theater | Борис Томашевский              |
| 2013      | ф  | Странный Томас                        | Odd Thomas                                                             | Боб Робертсон / «Человек-гриб» |